# YAGÓDY
«YAGÓDY» — український театрально-музичний гурт, що виступає в жанрі «етно-драми» й театрального перформансу. Учасники українського національного відбору на Пісенний конкурс Євробачення 2024 з піснею «Tsunamia». 2025 року повторно брали участь у конкурсі з піснею «БрамаЯ».

## Історія
Появі гурту «YAGODY» передував інший мистецький проєкт. Ще 2005 року Зоряна Дибовська[хто?] переїхала в Донецьк та почала працювати в Донецькому національному академічному українському музично-драматичному театрі. Саме там 2010 року актор Микола Гусейнов запропонував створити музичний гурт «Хрущі в борщі», який спеціалізуватиметься на автентичній українській музиці. Гурт проіснував чотири роки й припинив своє існування. Зоряна покинула Донецьк через початок російсько-української війни у 2014 році. З того часу Дибовська мала ідею продовжувати популяризувати українську пісню[джерело?].
Гурт «YAGODY» з'явився у Львові в червні 2016 року з ініціативи Дибовської, яка на той час була викладачкою сценічної мови на факультеті культури та мистецтв Львівського національного університету імені Івана Франка. Саме там і з'явилася ідея створити музичний гурт. Іншими учасницями квартету стали студентки Зоряни. Задля роботи виконавиці освоїли музичні інструменти та провели не одну «домашню» мистецьку експедицію в пошуках репертуару[джерело?].
Назва команди з'явилася випадково. На першому виступі гурту («Форум видавців у Львові — 2016») ведучий Володимир Бєглов оголосив колектив як «Я́годи». Уже 2017 року на фестивалі «Muszelki Wigier» (м. Сувалки, Польща) назва гурту змінилася на «YAGÓDY» через неуважність іншого ведучого.
2020 рік виявився вирішальним для гурту, оскільки саме тоді був презентований дебютний альбом з однойменною назвою та кліп на пісню «Калина-Малина». До альбому ввійшли десять синглів. Зокрема, болгарська народна пісня «Ergen Deda», українська народна пісня «Яблинько» та лемківська пісня «Кед єм ішов през тот ліс». 2021 року вийшов кліп на сингл «Зелена ліщина», 2022 — на пісню «Дівонько».
У листопаді 2023 році гурт пройшов до фіналу Національного відбору на Пісенний конкурс Євробачення 2024 з піснею «Tsunamia». На фіналі нацвідбору 3 лютого 2024 року YAGÓDY посіли п'яте місце. 2025 року колектив повторно взяв участь у національному відборі та ввійшов у лонглист конкурсу.

## Стиль
«YAGODY» працюють в напрямку етно-драми та прагнуть популяризувати українську народну пісню завдяки екзотичним мотивам. Важливу складову в їхній музиці займає театр, оскільки учасниці гурту є, насамперед, професійними акторками (Зоряна Дибовська працює в Львівському академічному драматичному театрі імені Лесі Українки, Тетяна Войтів навчається на кафедрі театрознавства та акторської майстерності ЛНУ ім. Івана Франка). Тож, усі музичні твори колектив аналізує за драматургічним принципом та ретранслює як виставу на одну дію (акт)[джерело?].

## Склад
До складу гурту входять:
- Зоряна Дибовська — вокал, перкусійні музичні інструменти;
- Василина Волошин — вокал, джембе;
- Тетяна Войтів — вокал, дримба та тибетська чаша;
- Надія Паращук — акордеон.
- Вадим Войнович — бас-гітара
- Теімураз Гогітідзе — барабани
- Василь Паращук — цимбали

Окрім того, з гуртом колись працювали запрошені барабанщики (Дмитро Драм, Станіслав Кирилов та Олексій Кравчук) та акордеоністи (Марія Малярчук, Тетяна Шелельо, Вероніка Позняк, Іван Никорович).

## Дискографія

### Альбом
| Назва | Деталі                                                    |
| ----- | --------------------------------------------------------- |
| Ягоди | - Дата: 5 лютого 2021 року - Поширення: - Формат: Digital |

### Сингли
| Рік  | Назва         | Альбом            |
| ---- | ------------- | ----------------- |
| 2024 | «Tsunamia»    | Сингл без альбому |
| 2024 | «Чорноморець» | Сингл без альбому |
| 2025 | «БрамаЯ»      | Сингл без альбому |

## Репертуар гурту
- Chmura idzie (польська народна пісня)
- Ergen Deda (болгарська народна пісня)
- Purtata Fetelor de la Căpâlna (румунська народна пісня)
- Zachodźże Słoneczko (польська народна пісня)
- Мари Станку (болгарська народна пісня)
- Де ти Купайло? (купальська народна пісня)
- Зелена ліщина (українська народна пісня)
- Калина-малина (українська народна пісня)
- Кед єм ішов (лемківська народна пісня)
- Ой, летіло помело (українська народна пісня)
- Ой, лісу-лісу (українська народна пісня)
- Ой на яру (лемківська народна пісня)
- Спився козак (українська народна пісня)
- У саду вишневому (комбінація українських народних пісень)
- Дівонько (гуцульська колядка)
- Пиємо, пиємо (лемківська народна пісня)
- Скопаю я грядочку (українська народна пісня)
- Чорноморець (українська народна пісня)
- Щіпала я рвала (українська народна пісня)
- Яблинько (українська народна пісня)
- Яна (купальська народна пісня)
- Tsunamia (авторська пісня) Композитори — Теімураз Гогітідзе та Сергій Свірський, Текст пісні — Вікторія Солов'юк)
- БрамаЯ (авторська пісня) Композитори — Теімураз Гогітідзе та Сергій Свірський, Текст пісні — Вікторія Солов'юк)

## Фестивалі/Концерти
- «Muszelki Wigier», міжнародний фестиваль пісні i танцю (м. Сувалки, Польща) — травень, 2017
- «Свято музики у Львові»[11] (м. Львів, Україна) — червень, 2017
- «Лудинє-фест»[12] (м. Косів, Україна) — липень, 2017
- Свято української мови та писемності (м. Маріуполь, Україна) — серпень, 2017
- «Ту Стань»[13] (с. Урич, Україна) — квітень-травень, 2018
- «ZlomVaz»[14] (м. Прага, Чехія) — квітень-травень, 2018
- «Ту Стань» (с. Урич, Україна) — серпень, 2018
- "Дні української культури в Чехії (м. Прага, Чехія) — жовтень, 2018
- «Лінії втечі» (м. Львів, Україна) — листопад, 2018
- «Kolyada Live» на радіо SKOVORODA (м. Львів, Україна) — січень, 2019
- «Різдво з Оксаною Мухою» (м. Івано-Франківськ, Львів, Тернопіль, Україна) — січень, 2019
- «Свято музики» (м. Львів, Україна) — червень, 2019
- «Свято хліба» в Музеї народної архітектури і побуту у Львові ім. К. Щептицького (м. Львів, Україна) — вересень, 2019
- III Всеукраїнський театральний фестиваль-премія «GRA» (м. Київ, Україна) — листопад, 2019
- «Легенда Святого Різдва» (м. Івано-Франківськ, Україна) — грудень, 2019
- IX фестиваль коляд «На Рождество» (м. Надвірна, Україна) — лютий, 2020
- «Свято музики» (м. Львів, Україна) — червень, 2020
- Fotofestiwal (Лодзь, Польща) — червень, 2022
- Lodžie Worldfest (Їчін, Чехія) — серпень, 2022
- Festiwal Łódź Czterech Kultur (Лодзь, Польща) — вересень, 2022
- 27 Festiwal Górski (Льондек-Здруй, Польща)  — вересень, 2022
- Концерт для Die Kuenstlerstadt-kalbe (Кальбе, Німеччина) — вересень, 2022
- Дні України у Варшаві (Варшава, Польща) — жовтень, 2022
- Ukrainisches Weihnachten mit Oksana Mukha (Німеччина, Австрія) — грудень, 2022
- Den internasjonale kvinnedagen (Драммен, Норвегія) — березень, 2023
- Гастролі колективу «YAGODY» (Фульда, Редермарк, Магдебург, Ганновер, Бременгафен, Зельтерс, Німеччина) — травень 2023
- Stoppested Verden (Хамар, Норвегія) — червень 2023
- Благодійний захід на підтримку української культури та мистецтва (Львів, Україна) — червень 2023
- FITS (Сібіу, Румунія) — червень 2023
- Ярмарок на Івана в гаю (Львів, Україна) — липень 2023
- Гастролі колективу «YAGODY» (Вайблінген, Вольфенбюттель, Ліх,
- Крайльсгайм, Німеччина) — липень 2023
- Festival Dolánky (Турнов, Чехія) — липень 2023
- Wackelsteinfestival (Амеліендорф, Австрія) — липень 2023
- Гастролі колективу «YAGODY» (Детмольд, Німеччина) — серпень 2023
- Гастролі колективу «YAGODY» (Інсбрук, Візельбург, Відень, Австрія) — серпень 2023
- Telemarkfestivalen (Бе, Норвегія) — серпень 2023
- Vidor Festival (Ньїредьгаза, Угорщина) — серпень 2023
- Pannonica Festival (Мисьлець, Польща) — вересень 2023
- Телевізійна програма «Тихий вечір з Оленою Кравець» — вересень 2023
- Гастролі колективу «YAGODY» (Мурська Собота, Словаччина) — жовтень 2023
- Гастролі колективу «YAGODY» (Аугсбург, Німеччина) — жовтень 2023
- CinEast Festival (Люксембург, Люксембург) — жовтень 2023
- Ottemplom festival (Ґйор, Угорищан) — грудень 2023
- Гастролі колективу «YAGODY» (Оберварт, Австрія) — березень 2024
- Kultur Forum Amthof (Фельдкірх Австрія) — березень 2024
- Akkordeon Festival (Відень, Австрія) — березень 2024
- Free the Children (Йогганесбург, Південно-Африканська республіка) — березень 2024
- Гастролі колективу «YAGODY» (Інсбрук-Дрезден-Реклінггаузен-Інгельгайм, Німеччина; Лустенау, Австрія) — травень 2024
- II Ukrainian fashion film festival (Канни, Франція) — травень 2024
- Гастролі колективу «YAGODY» (Бюргель, Німеччина) — червень 2024
- Sobótki Poleskie (Влодава, Польща) — червень 2024
- Гастролі колективу «YAGODY» (Магдебург, Німеччина; Вегел, Нідерланди) — липень 2024
- Rudolstadt festival (Рудольштадт, Німеччина) — липень 2024
- Festival des Musiques d'ici et d'Ailleurs (Сент-Мену, Франція) — липень 2024
- Internationales Donaufest (Новий Ульм, Німеччина) — липень 2024
- Festival «Watra» (Ждиня, Польща) — липень 2024
- Гастролі колективу «YAGODY» (Ґетеборг, Швеція) — липень 2024
- Fetival «Urkult» (Несокєр, Швеція) — серпень 2024
- Buskers Bern Festival (Берн, Швейцарія) — серпень 2024
- Sziget Festival (Будапешт, Угорщина) — серпень 2024
- Благодійний концерт «З україною в серці» (Кошалін, Польща) — серпень 2024
- Igrzyska Wolności (Лодзь, Польща) — жовтень 2024
- Гастролі колективу «YAGODY» (Шверадув-Здруй, Польща; Плауен, Німеччина) — листопад 2024
- Сади пам'яті (театралізований перформанс) Львів, Україна — грудень 2024
- Людень (Чернівці, Україна) — грудень 2024
- Доброівент (Львів, Україна) — лютий 2025
- Перший тур «YAGODY» Північною Америкою (штати: Нью-Мексіко, Огайо, Мічиган, Іллінойс, Орегоні, Вашингтон, Міннесота, Каліфорнія, Колорадо, Луїзіана) — березень-квітень 2025

## Спецпроєкти
- Музика до вистави «До тебе в сни…»[15] за поезіями українських поетів Л. Костенко та А. Дмитрук (режисер Б. Ревкевич), Національний академічний український драматичний театр ім. М. Заньковецької. Прем'єра — 9 лютого 2020
- Музика до вистави «Сни літньої ночі»[16] за мотивами п'єси Вільяма Шекспіра (режисер Д. Захоженко), Львівський академічний драматичний театр ім. Л. Українки. Прем'єра — 15 серпня 2020.
- Музика для відео соціального проєкту «Задихаюсь»[17]. Прем'єра — 15 листопада 2020.
- Документальний фільм «Хатка» / «Hut», режисерка Kate Tiuri. Прем'єра — травень 2024.